# Holzwiesenbach (Schalchener Brunnbach)
Der Holzwiesenbach ist ein Bach im Bezirk Braunau im Innviertel in Oberösterreich. Er ist ein linker Nebenfluss des Schalchener Brunnbachs.

## Geographie

### Verlauf
Der Holzwiesenbach entsteht im gleichnamigen und zugleich namensgebenden Holzwiesental. Er fließt zu Beginn in westliche Richtung und nimmt dabei von links einen kleinen Hangbach auf. Danach passiert er linksseitig einen kleinen Teich, den er zum Teil mit seinem Wasser speist. Der Bach fließt weiterhin Richtung Westen, wobei nun der Naturerlebnisweg Schalchen großteils neben ihm entlangführt. Nachdem er Erb (Gemeinde Schalchen) in südlicher Richtung passiert hat verlässt er das Holzwiesental und tritt in die Ortschaft Unterweinberg (Gemeinde Schalchen) ein. Hier nimmt der Holzwiesenbach von links einen weiteren kleinen Zubringer auf, bevor er seine Fließrichtung nach Nordwesten ändert. Südlich von Stallhofen (Gemeinde Schalchen) fließt dem Bach rechtsseitig ein kleiner Bach zu, der den Abfluss eines nahegelegenen Teichs bildet. Er mäandert anschließend zwischen den Ortschaften Stallhofen und Weinberg (Gemeinde Schalchen) hindurch und macht dabei einen Bogen nach Norden. Der Holzwiesenbach fließt zunächst in bewaldeter Gegend, nimmt von rechts einen weiteren kleinen Zubringer auf und passiert dann die Ortschaften Ober- und Unterharlochen (Gemeinde Schalchen). Nach Verlassen von Unterharlochen ändert der Bach seine Fließrichtung nach Westen bis Nordwesten und fließt ab hier parallel zum meist ausgetrockneten Hummelbach. Südlich des Gemeindezentrums von Schalchen mündet der Holzwiesenbach dann schließlich von links in den Hauptarm des dort aufgeteilten Schalchener Brunnbachs.

### Zuflüsse
- Graben aus dem Holzwiesental (links), im oberen Holzwiesental
- Graben aus Unterweinberg (links), zwischen Unterweinberg und Weinberg
- Graben aus Stallhofen (rechts), oberhalb von Stallhofen
- Graben aus Oberharlochen (rechts), zwischen Ober- und Unterharlochen

### Einzugsgebiet
Nächstgelegener Bach, der über ein anderes Flusssystem als der Holzwiesenbach entwässert, ist der Moosbach, der über Lochbach und Mühlheimer Ache zum Inn entwässert.